# Pseudopolymorphinoides
Pseudopolymorphinoides es un género de foraminífero bentónico de la subfamilia Falsoguttulininae, de la familia Polymorphinidae, de la superfamilia Polymorphinoidea, del suborden Lagenina y del orden Lagenida. Su especie tipo es Pseudopolymorphinoides limburgensis. Su rango cronoestratigráfico abarca el Luteciense (Eoceno medio).

## Discusión
Clasificaciones previas incluían Pseudopolymorphinoides en la superfamilia Nodosarioidea.

## Clasificación
Pseudopolymorphinoides incluye a la siguiente especie:
- Pseudopolymorphinoides limburgensis †